# Kartal (Turchia)
Kartal è un distretto e un comune soggetto al comune metropolitano di Istanbul. È situato sulla parte asiatica della città.